# غاري مويا
غاري مويا (بالإسبانية: Gary Moya)‏ هو لاعب كرة قدم تشيلي، ولد في 23 أكتوبر 2001.